# Montañas Selkirk
Las montañas Selkirk (en inglés: Selkirk Mountains) son una cadena montañosa norteamericana localizada a caballo de la frontera entre Canadá y Estados Unidos, que se extiende por el sureste de la Columbia Británica y la parte norte de la franja de Idaho y del este de Washington. Forman parte de una agrupación mayor de montañas, las montañas Columbia. Comienzan en el pico Mica, cerca de la ciudad de Spokane, y se extienden unos 320 km al norte de la frontera hasta el lago Kinbasket, en el lugar, ahora inundado, del antiguo campamento de barcos de la compañía peletera. La cordillera está limitada en su extremos oeste, noreste y norte por el río Columbia, o los embalses que ahora llenan la mayor parte del curso de ese río. Desde la confluencia del Columbia con el río Beaver están limitadas en su lado este por la fosa de Purcell, en la que esán el río Beaver, el río Duncan, el lago Duncan, el lago Kootenay y el río Kootenay. Las Selkirks son distintas, y geológicamente más antiguas, que las Montañas Rocosas. Las vecinas montañas Monashee y Purcell, y a veces incluyendo las montañas Cariboo al noroeste, son también parte de la mayor agrupación de montañas conocidas como las montañas Columbia. Un circuito panorámico de autopista, el bucle internacional de Selkirk, rodea la parte sur de la cordillera.
Las Selkirks fueron nombradas en honor a Thomas Douglas, 5.º conde de Selkirk.

## Historia
En 1857 se descubrió oro en las Selkirks. También se encontraron carbón, cobre, mármol, mercurio, plata y zinc en las montañas. Durante el desarrollo del oeste del Canadá, las selkirks presentaron una formidable barrera para la construcción del Ferrocarril del Pacífico Canadiense, hasta que A.B. Rogers descubrió el paso de montaña que lleva su nombre en 1881-1882. Como resultado de la construcción del ferrocarril a través de esa ruta, los parques nacionales de Mount Revelstoke y de Glacier (Canadá), en el corazón de las Selkirks, figuraron entre los primeros parques nacionales creados en el Canadá, junto con los parques nacionales de Yoho y Banff en las Rocosas. Hasta la finalización de la autopista Trans-Canadiense a través del puerto de Rogers, el tráfico rodado entre la mayor parte de la Columbia Británica y el resto del Canadá se veía obligado necesariamente a seguir el camino del río Columbia a través de su Big Bend, alrededor del extremo norte de las Selkirks.

## Fauna
Esta área, parte de la cual está protegida en el Salmo-Priest Wilderness de Washington, es también el hogar de ciervos mula y ciervos de cola blanca, alces, osos negros, pumas, linces, zorro rojo, águilas calvas, águilas doradas, águilas pescadoras, garzas azules, puercoespines, tejones, coyotes, martas, borregos cimarrones, cabras montesas, lobos grises y alces. Antes raramente vistos, los osos pardos también son conocidos por vagar por esta región ahora en abundancia.

### El caribú de las montañas Selkirk meridionales
En el extremo sur de las montañas Selkirk se encontraba la última manada de caribúes naturales de los Estados Unidos contiguos, el caribú de las montañas Selkirk del Sur. La manada cruzó la frontera, pasando algún tiempo en el extremo norte de Idaho, el este de Washington y la Columbia Británica, Canadá. El caribú de las montañas Selkirk del Sur es un caribú de bosque de montaña, un ecotipo del caribú de bosque boreal, uno de los mamíferos en mayor peligro de extinción.
En 2009 la manada de 50 animales iba disminuyendo, en abril de 2018 sólo quedaban tres, y en enero de 2019, la Asociación Americana para el Avance de la Ciencia (AAAS) anunció en su revista científica Science que los biólogos provinciales de Columbia Británica capturaron la hembra de caribú en el Canadá y la trasladaron a un corral de cría en cautiverio cerca de Revelstoke, con la esperanza de "preservar las manadas en gran peligro". Según la AAAS, se cree que esta hembra de caribú es "el último miembro de la última manada que  cruza regularmente los 48 estados inferiores del Canadá".

## Subcordilleras
- Cordillera Asulkan
- Cordillera Battle
- Cordilleras Big Bend
  - Cordillera Adamant
  - Cordillera Sir Sandford
  - Cordillera Windy
- Cordillera Bishops
- Cordillera Bonnington
- Cordillera Clachnacudainn
- Cordillera Dawson
- Cordilleras Duncan
  - Cordillera Badshot
- Cordillera Goat
- Cordillera Hermit
- Colinas Holiday
- Cordillera Huckleberry
- Cordillera Kokanee
- Cordillera Lardeau
- Cordillera Nelson
- Cordillera Purity
- Cordillera Sir Donald
- Cordilleras Valhalla
  - Cordillera Ruby
- Cordillera Valkyr
  - Cordillera Norns